# Amiot 140
Die französische Amiot 140 war ein Mehrzweck-Kampfflugzeug und für den Einsatz als Bomber, Aufklärungsflugzeug und Begleitschutzjäger vorgesehen. Der rechteckige Rumpf, das große nicht einziehbare Fahrwerk und die klobigen Tragflächen gaben diesem Schulterdecker ein markantes Aussehen. Der Grund für die außergewöhnlich dicken Tragflächen war, dass dadurch von innen ein Zugang zu den Triebwerken ermöglicht wurde.

## Entwicklung und Einsatz

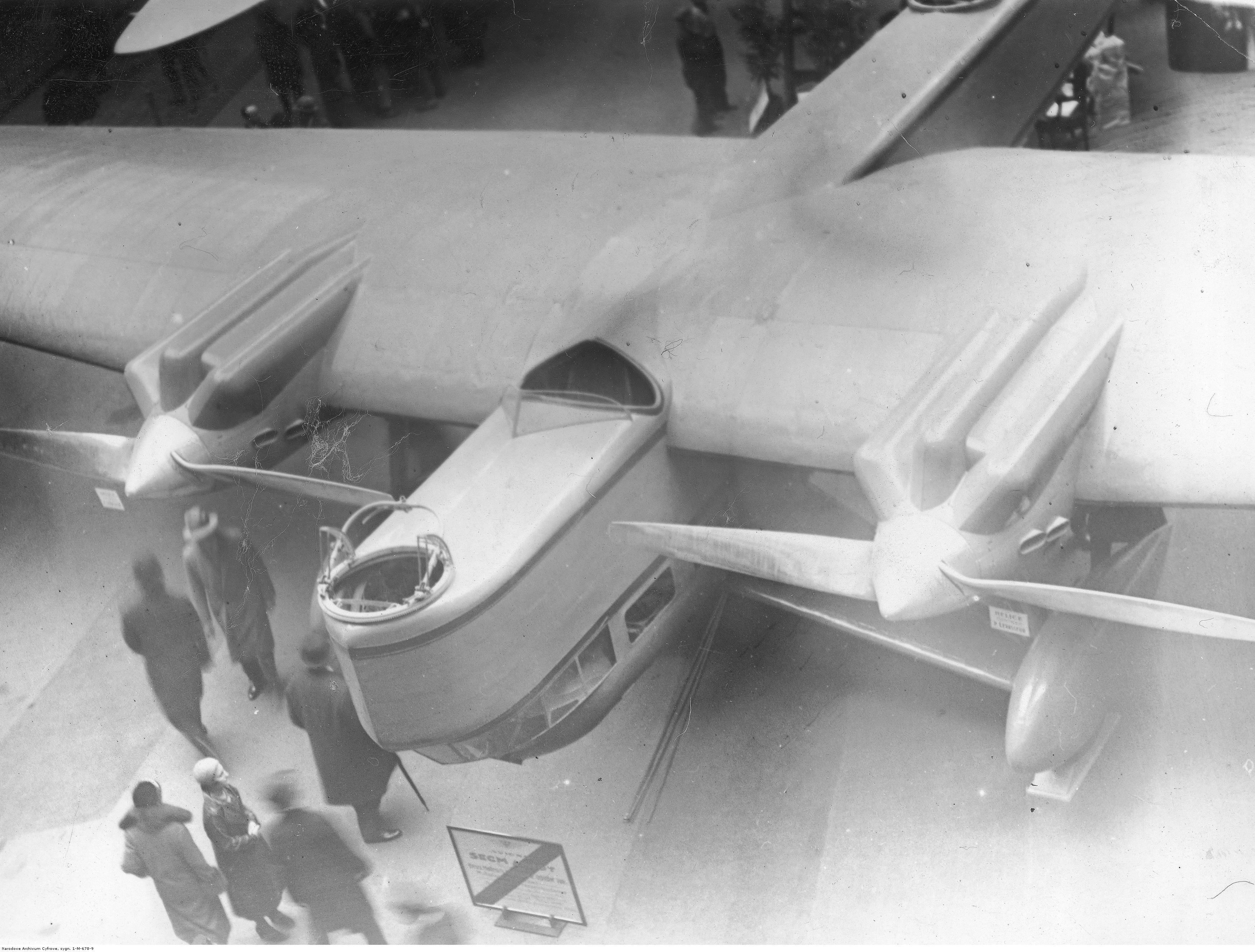
Die Amiot 140 auf der Pariser Luftfahrtschau von 1930

Das Konzept für die Amiot 140 stammt aus dem Jahr 1925 und ging für eine Spezifikation aus dem Jahre 1928 gegenüber der Bleriot 137, Breguet 410 und SPCA 30 als Sieger hervor. Der Erstflug fand jedoch erst am 12. April 1931 statt. Nur ein Exemplar der Amiot 140 wurde unter dieser Bezeichnung gebaut. Später wurden zwei weitere Prototypen gebaut; einer wurde mit Geschütztürmen ausgerüstet (Amiot 141), der zweite wurde mit Gnome-Rhone-14K-Triebwerken mit Turboladern ausgerüstet (Amiot 142, Erstflug Januar 1936).
Der Erstflug des Bombers Amiot 143 (bzw. Amiot 143M) fand im August 1934 statt. Diese Variante wurde ab 1935 mit insgesamt etwa 138 Exemplaren als Tag-, Nachtbomber und Langstreckenaufklärer in Serie gebaut. Als sie 1940 in den Kriegseinsatz kam, war sie jedoch hoffnungslos veraltet. Dennoch kamen 87 Amiot 143 in den Fronteinsatz. Sie wurden bei den GB I/34 und II/34 im Norden, I/38 und II/38 im Osten eingesetzt und 17 wurden für eine afrikanische Gruppe aufgestellt.
Im französisch-deutschen Sitzkrieg wurden mit Amiot 143 zunächst Flugblätter über dem Deutschen Reich abgeworfen. Nach dem Kriegsbeginn wurden sie vorerst nur für Nachteinsätze gegen deutsche Nachrichtenverbindungen verwendet. Bei einem Tageinsatz gegen einen deutschen Brückenkopf am 10. Mai 1940 bei Sedan wurden 12 von 13 Amiot 143 von Messerschmitt Bf 109 zerstört. Daraufhin wurde sie nur noch als Transportflugzeug eingesetzt. Einige wurden von der II/38 in Syrien eingesetzt und nach der Landung der Alliierten an diese übergeben. Einige wenige wurden von den deutschen Truppen als Transporter geflogen. Nur elf der Flugzeuge verblieben 1943 in der unbesetzten Zone Frankreichs, davon waren nur drei flugfähig.
Die weiterentwickelte Amiot 144 (Erstflug 18. Januar 1936) hatte ein einziehbares Fahrwerk und kleinere Tragflächen, die Amiot 147 ein doppeltes Leitwerk und Hispano-Suiza-12Ydrs-Triebwerke. Die geplanten Amiot 145 mit Hispano-Suiza-14A4- und die Amiot 146 mit Gnome & Rhône-18-Triebwerken wurden nie gebaut. Die Amiot 150, von der 1937 ebenfalls nur ein Exemplar gebaut wurde, war ein Aufklärer und Torpedobomber, bei dem das Fahrwerk gegen Schwimmer ausgewechselt werden konnte.

## Liste der mit der Amiot 143 ausgerüsteten Verbände
Der Zeitpunkt der Ausrüstung der Einheit mit dem Typ ist in Klammern angegeben. Die Abkürzung GB steht für Groupe de Bombardement (Bombergeschwader).
- GB I/22 und GB II/22 in Chartres (Sommer 1935 / Januar 1936)
- GB I/34 und GB II/34 in Dugny (1936)
- GB I/35 und GB II/35 in Lyon-Bron (1937)
- GB I/38 und GB II/38 Metz (1938 / 1939)
- GB II/63 in Marrakesch (Frühjahr 1939)
- 12e Demi-Brigade Aérienne in Mourmelon (Oktober 1936)
- 14e Groupe Aérien Autonome (Mai 1937)

## Technische Daten

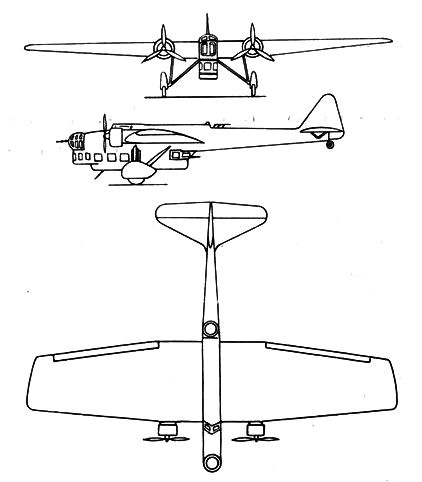
Dreiseitenansicht der Amiot 143

| Kenngröße             | Amiot 140                                                                           | Amiot 142                               | Amiot 143                                                                                          | Amiot 144                               | Amiot 150                               |
| --------------------- | ----------------------------------------------------------------------------------- | --------------------------------------- | -------------------------------------------------------------------------------------------------- | --------------------------------------- | --------------------------------------- |
| Besatzung             | 4                                                                                   | 5                                       | 5                                                                                                  | 5                                       |                                         |
| Länge                 | 17,00 m                                                                             | 17,24 m                                 | 18,24 m                                                                                            | 18,24 m                                 | 18,24 m                                 |
| Spannweite            | 26,40 m                                                                             | 24,45 m                                 | 24,53 m                                                                                            | 24,00 m                                 | 26,65 m                                 |
| Höhe                  |                                                                                     | 5,13 m                                  | 5,70 m                                                                                             | 5,10 m                                  |                                         |
| Flügelfläche          |                                                                                     | 92,00 m²                                | 100,0 m²                                                                                           | 91,40 m²                                |                                         |
| Flügelstreckung       |                                                                                     | 6,5                                     | 6,0                                                                                                | 6,3                                     |                                         |
| Leermasse             | 4.200 kg                                                                            |                                         | 6.100 kg                                                                                           | 5.800 kg                                |                                         |
| max. Startmasse       | 5.690 kg                                                                            |                                         | 10.360 kg                                                                                          | 11.500 kg                               | 10.000 kg                               |
| Antrieb               | zwei Zwölfzylinder-V-Motoren                                                        | zwei Zwölfzylinder-V-Motoren            | zwei 14-Zylinder-Sternmotoren                                                                      | zwei 14-Zylinder-Sternmotoren           | zwei 14-Zylinder-Sternmotoren           |
| Triebwerkstyp         | Hispano-Suiza 12Nbr je 650 PS (478 kW)                                              | Hispano-Suiza 12Ybrs je 670 PS (493 kW) | Gnome & Rhône 14Kirs je 870 PS (640 kW)                                                            | Gnome & Rhône 14Kjrs je 850 PS (625 kW) | Gnome & Rhône 14Kdrs je 750 PS (552 kW) |
| Höchstgeschwindigkeit | 235 km/h                                                                            | 250 km/h                                | 310 km/h                                                                                           | 295 km/h                                |                                         |
| Dienstgipfelhöhe      | 8000 m                                                                              |                                         | 7900 m                                                                                             | 8500 m                                  |                                         |
| Reichweite            | 800 km                                                                              |                                         | 1200 km                                                                                            | 4000 km                                 |                                         |
| Bewaffnung            | zwei MG im Bugturm zwei MG im Deckturm ein MG unter dem Rumpf 912 kg Bombenzuladung |                                         | ein 7,5-mm-MG MAC 1934 im Bugturm ein MG im Deckturm ein MG unter dem Rumpf 1600 kg Bombenzuladung |                                         |                                         |